# NGC 800

NGC 800

NGC 800 هي مجرة تتبع كوكبة قيطس. اكتشفها لويس سويفت في 1885.

## روابط خارجية
- NGC 800 على موقع ويكي سكاي: DSS2, SDSS, GALEX, IRAS, Hydrogen α, X-Ray, Astrophoto, Sky Map, Articles and images